# China Cup
De China Cup is een jaarlijks internationaal voetbaltoernooi dat voor de eerste keer werd gehouden in 2017. Aan het toernooi doen vier landen mee. China is als gastland steeds automatisch gekwalificeerd. Verder worden er landen uit Europa en Zuid-Amerika uitgenodigd om deel te nemen.

## Locatie
Voor het eerste toernooi werd een locatie gekozen in het Zuid-Oosten van China, in de autonome regio Guangxi, in de stad Nanning, dat toernooi werd gehouden van 10 tot en met 15 januari 2017. Het tweede toernooi werd gehouden van 22 tot en met 25 maart 2018, in dezelfde plaats. Ook het derde toernooi werd gespeeld in Nanning.

## Overzicht
| Jaar         | Gastplaats | Eerste  | Tweede   | Derde       | Vierde  |
| ------------ | ---------- | ------- | -------- | ----------- | ------- |
| 2017 Details | Nanning    | Chili   | IJsland  | China       | Kroatië |
| 2018 Details | Nanning    | Uruguay | Wales    | Tsjechië    | China   |
| 2019 Details | Nanning    | Uruguay | Thailand | Oezbekistan | China   |